# Lancaster (Teksas)
Lancaster je grad u američkoj saveznoj državi Teksas. Prema popisu stanovništva iz 2010. u njemu je živjelo 36.361 stanovnika.